# سیتی‌لاین مجارستان
سیتی‌لاین مجارستان (به انگلیسی: CityLine Hungary) یک شرکت هواپیمایی با کد یاتا ZM بود که در ۱ مارس ۲۰۰۳ میلادی تأسیس و در ۲۰۱۵ بسته شد. دفتر مرکزی سیتی‌لاین مجارستان در وچش، مجارستان بود.